# Conrad Döhne
Johann Conrad (auch: Konrad) Döhne (auch: Thöne) (* 10. November 1782 in Zierenberg; † 19. Oktober 1825 in Sachsenhausen) war ein deutscher Stadtschreiber, Bürgermeister und Politiker.

## Leben
Döhne war der Sohn des Lohgerbermeisters Johannes Döhne (Thöne) (* um 1728; † 12. Mai 1809 in Zierenberg) und dessen Ehefrau Anna Catharina geborene Becker. Er war evangelisch und heiratete Henriette Wilhelmine Range (* 1. Juni 1771 in Sachsenhausen; † 6. April 1806 ebenda), die Tochter des Stadtrichters in Sachsenhausen Johann Daniel Range (* um 1728; † 2. Dezember 1789 in Sachsenhausen) und dessen Ehefrau Anna Elisabeth geborene Thomas (* 10. September 1773; † 20. Februar 1844 in Sachsenhausen). Aus der Ehe ging der gemeinsame Sohn Carl Döhne hervor. Die Tochter Caroline Louise Döhne, (* 24. September 1795 in Sachsenhausen; † 26. Februar 1827) heiratete Johannes Ebersbach.
Er war bereits 1794 bis kurz vor seinem Tod Stadtschreiber in Sachsenhausen. Im Jahr 1799 wird er als Zehntaufseher in Sachsenhausen genannt. Dabei war er in heftige Auseinandersetzungen mit seinem Vorgänger, Oberkommissar und Stadtrichter Carl Otto Friedrich Strube verwickelt. Im Jahr 1801 trat er auf Druck der Stadt Sachsenhausen als Zehntvorsteher zurück.
1814 war er Erheber landschaftlicher Gelder, 1821 Sekretär und Sportelnberechner beim Oberjustizamt der Werbe und Aktuar des waldeckischen Kriminalgerichts auf Schloss Waldeck. (1825) wird der als Sekretär beim Oberjustizamt der Werbe genannt. Von 1794 bis 1825 war er Stadtschreiber, dann von Frühjahr oder Sommer 1815 bis Herbst 1820 und Herbst 1822 bis Herbst 1823 Bürgermeister der Stadt Sachsenhausen. Die Einweihung des neuen Rathauses 1817 fiel in seine Amtszeit. Als Bürgermeister war er von (Frühjahr oder Sommer) 1815 bis (Herbst) 1820 und erneut von (Herbst) 1822 bis zum 4. Oktober 1823 Mitglied des Landstandes des Fürstentums Waldeck. Im Jahr 1816 wurde er zeitweise von Landstand Wilhelm Müller vertreten.